# الأحدب (فلم)
الأحدب هو فيلم مصري تم إنتاجه عام 1946، تأليف محمود إسماعيل، وإخراج حسن حلمي و بطولة محمود إسماعيل وسامية جمال.

## فريق العمل
| - إخراج: حسن حلمي - تأليف: محمود إسماعيل - إنتاج: محمد رفيع يوسف - بطولة: - محمود إسماعيل - سامية جمال - محسن سرحان | - - روحية خالد - زينب صدقي - زوزو شكيب - شهرزاد - محمد الديب - إسماعيل ياسين |